# Brett Breeding

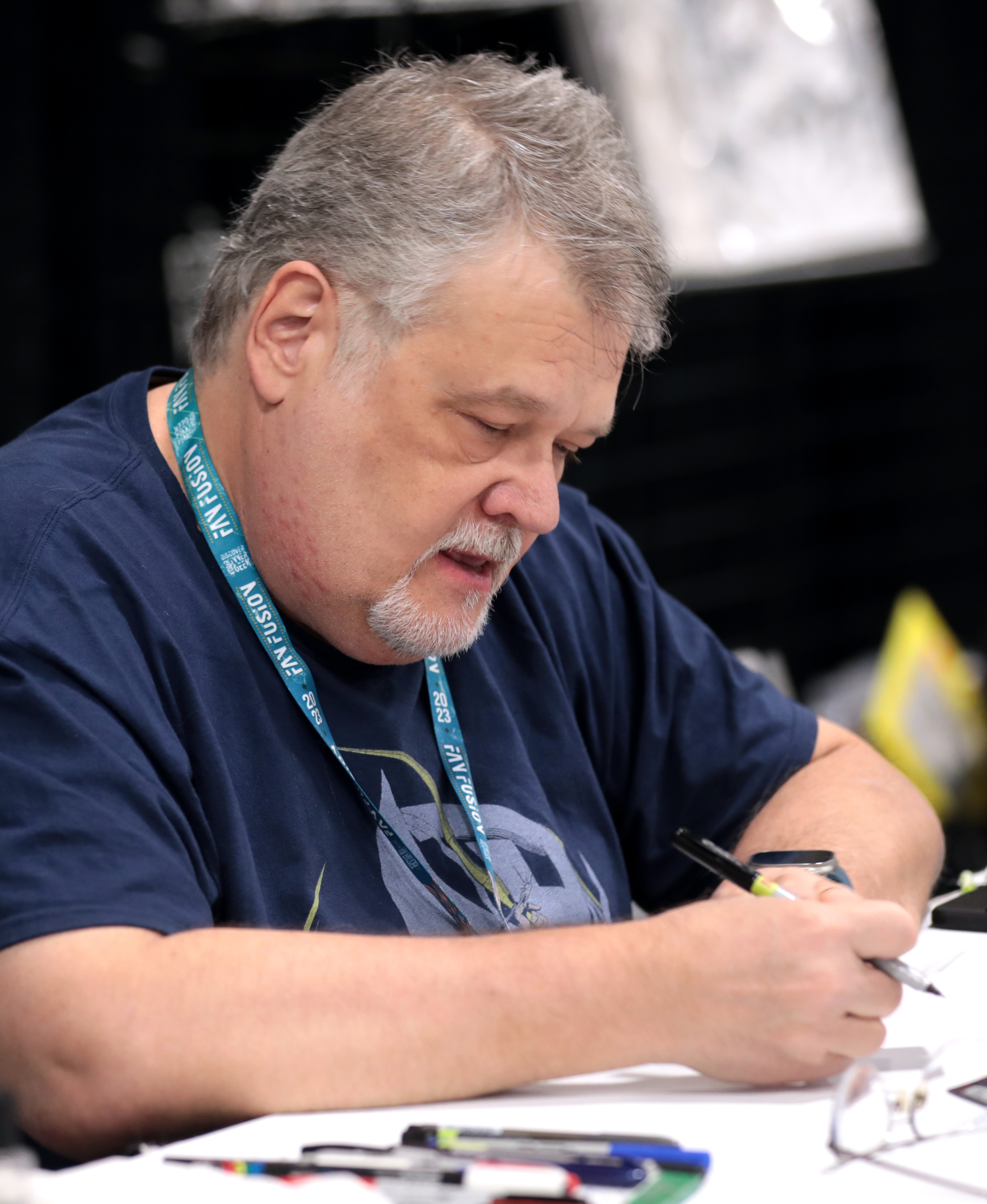
Brett Breeding, 2023

Brett Breeding (* 13. Juni 1961) ist ein US-amerikanischer Comiczeichner.

## Leben
Breeding begann in den 1980er Jahren als hauptberuflicher Comiczeichner zu arbeiten. Dabei hat er sich darauf spezialisiert die Bleistiftzeichnungen anderer Künstler als Tuschezeichner (Inker) zu überarbeiten und „abzurunden“. Seine erste Arbeit als professioneller Comiczeichner legte er dabei als Tuscher der von Roger Stern verfassten Serie Power of the Atom ab.
Von den späten 1980er Jahren bis in die späten 1990er Jahre arbeitete Breeding als Tuschezeichner der diversen bei DC erscheinenden Heften um den Superhelden Superman. So inkte er Zeichnungen für die Serien Action Comics, Adventures of Superman, Superman, Superman: Man of Steel und Superman: Man of Tomorrow, darunter auch das Heft Superman #75 von 1993 in dem der Tod des Superhelden geschildert wird und dass mit mehr als 15 Millionen verkauften Ausgaben als das meistverkaufte Comicheft überhaupt gilt. Sein  häufigster künstlerischer Partner an den Superman-Comics war dabei der Autor und Bleistiftzeichner Dan Jurgens, mit dem Breeding auch 1993 eine Miniserie über die Robotersuperhelden Metal Men gestaltete.